# Europese kampioenschappen roeien 2019
De Europese kampioenschappen roeien 2019 werden van vrijdag 31 mei tot en met zondag 2 juni gehouden op het Rotsee bij het Zwitserse Luzern. Er werden medailles verdeeld op zeventien onderdelen, negen bij de mannen en acht bij de vrouwen. De Europese kampioenschappen vonden viermaal eerder in Luzern plaats.

## Medaillewinnaars

### Mannen
| Bootklasse              | Goud | Goud    | Zilver | Zilver  | Brons | Brons   |
| Skiff M1x               | Duitsland Oliver Zeidler | 6:47,32 | Nederland Stef Broenink | 6:47,51 | Wit-Rusland Pilip Pavukou | 6:47,72 |
| Twee zonder M2-         | Kroatië Martin Sinković Valent Sinković | 6:22,46 | Roemenië Marius Cozmiuc Ciprian Tudosă | 6:24,53 | Spanje Jaime Canalejo Pazos Javier García Ordóñez | 6:26,31 |
| Dubbel twee M2x         | Polen Mirosław Ziętarski Fabian Barański | 6:13,51 | Zwitserland Barnabé Delarze Roman Röösli | 6:13,60 | Roemenië Ioan Prundeanu Marian-Florian Enache | 6:13,96 |
| Vier zonder M4-         | Verenigd Koninkrijk Oliver Cook Matthew Rossiter Rory Gibbs Sholto Carnegie                                                                                       | 5:51,01 | Polen Mikołaj Burda Mateusz Wilangowski Marcin Brzeziński Michał Szpakowski                                                                              | 5:53,90 | Duitsland Felix Brummel Felix Wimberger Max Planer Nico Merget                                                                                         | 5:56,08 |
| Dubbel vier M4x         | Nederland Dirk Uittenbogaard Abe Wiersma Tone Wieten Koen Metsemakers                                                                                             | 5:35,75 | Italië Filippo Mondelli Andrea Panizza Luca Rambaldi Giacomo Gentili                                                                                     | 5:40,19 | Verenigd Koninkrijk Jack Beaumont Jonathan Walton Angus Groom Peter Lambert                                                                            | 5:41,89 |
| Acht M8+                | Duitsland Johannes Weißenfeld Laurits Follert Jakob Schneider Torben Johannesen Christopher Reinhardt Malte Jakschik Richard Schmidt Hannes Ocik Martin Sauer (s) | 5:25,68 | Verenigd Koninkrijk Thomas Ford James Rudkin Thomas George Moe Sbihi Jacob Dawson Oliver Wynne-Griffith Matthew Tarrant Josh Bugajski Henry Fieldman (s) | 5:26,55 | Nederland Vincent van der Want Boudewijn Röell Jasper Tissen Ruben Knab Mechiel Versluis Bram Schwarz Bjorn van den Ende Robert Lücken Aranka Kops (s) | 5:27,97 |
| Lichte skiff LM1x       | Hongarije Péter Galambos | 6:57,00 | Polen Artur Mikołajczewski | 6:58,98 | Italië Martino Goretti | 7:02,27 |
| Lichte dubbel twee LM2x | Duitsland Jonathan Rommelmann Jason Osborne | 6:12,58 | Italië Stefano Oppo Pietro Ruta | 6:13,95 | België Tim Brys Niels Van Zandweghe | 6:15,51 |
| Lichte dubbel vier LM4x | Italië Catello Amarante II Lorenzo Fontana Alfonso Scalzone Gabriel Soares                                                                                        | 5:55,48 | Nederland Hilmar Verbeek David Kampman Ward van Zeijl Bart Lukkes                                                                                        | 5:56,89 | Frankrijk Léo Grandsire Hugo Beurey Benjamin David Ferdinand Ludwig                                                                                    | 5:57,05 |

### Vrouwen
| Bootklasse              | Goud | Goud    | Zilver | Zilver  | Brons | Brons   |
| Skiff W1x               | Ierland Sanita Pušpure | 7:23,18 | Zwitserland Jeannine Gmelin | 7:24,04 | Tsjechië Miroslava Knapková | 7:24,85 |
| Twee zonder W2-         | Spanje Aina Cid Virginia Diaz Rivas | 7:14,14 | Roemenië Adriana Ailincai Maria Tivodariu | 7:15,52 | Italië Kiri Tontodonati Aisha Rocek | 7:16,22 |
| Dubbel twee W2x         | Duitsland Leonie Menzel Carlotta Nwajide | 6:49,23 | Roemenië Nicoleta-Ancuța Bodnar Simona Radiș | 6:50,56 | Italië Stefania Buttignon Stefania Gobbi | 6:51,38 |
| Vier zonder W4-         | Nederland Ellen Hogerwerf Karolien Florijn Ymkje Clevering Veronique Meester | 6:24,84 | Roemenië Ioana Vrînceanu Viviana-Iuliana Bejinariu Mădălina Bereș Denisa Tîlvescu                                                                     | 6:27,92 | Polen Joanna Dittmann Monika Chabel Olga Michałkiewicz Maria Wierzbowska | 6:32,37 |
| Dubbel vier W4x         | Duitsland Michaela Staelberg Julia Lier Franziska Kampmann Frieda Hämmerling | 6:16,69 | Nederland Roos de Jong Inge Janssen Sophie Souwer Olivia van Rooijen                                                                                  | 6:17,08 | Oekraïne Yevheniya Dovhodko Daryna Verkhohliad Anastasiya Kozhenkova Yana Dementyeva                                                                                        | 6:18,82 |
| Acht W8+                | Roemenië Cristina-Georgiana Popescu Amalia Beres Mădălina-Gabriela Cașu Roxana Parascanu Beatrice-Mădălina Parfenie Iuliana Popa Maria-Magdalena Rusu Roxana-Iuliana Anghel Daniela Druncea (s) | 6:03,49 | Verenigd Koninkrijk Fiona Gammond Zoe Lee Josephine Wratten Harriet Taylor Rowan McKellar Rebecca Shorten Karen Bennett Holly Norton Matilda Horn (s) | 6:03,55 | Rusland Vasilisa Stepanova Elizaveta Kovina Ekaterina Potapova Anna Karpova Olga Zaruba Anastasia Tikhanova Ekaterina Sevostianova Elena Oriabinskaia Elizaveta Krylova (s) | 6:06,38 |
| Lichte skiff LW1x       | Italië Federica Cesarini | 6:03,49 | Duitsland Leonie Pieper | 6:03,55 | Nederland Marieke Keijser | 6:06,38 |
| Lichte dubbel twee LW2x | Wit-Rusland Anastasiia Ianina Alena Furman | 6:58,69 | Frankrijk Laura Tarantola Claire Bove | 7:00,29 | Zwitserland Patricia Merz Frédérique Rol | 7:02,63 |

## Medailleklassement
| Plaats | Land                | Goud | Zilver | Brons | Totaal |
| 1      | Duitsland           | 5    | 1      | 1     | 7      |
| 2      | Nederland           | 2    | 3      | 2     | 7      |
| 3      | Italië              | 2    | 2      | 3     | 7      |
| 4      | Roemenië            | 1    | 2      | 1     | 4      |
| 5      | Verenigd Koninkrijk | 1    | 2      | 1     | 4      |
| 5      | Polen               | 1    | 2      | 1     | 6      |
| 7      | Wit-Rusland         | 1    | 0      | 1     | 2      |
| 7      | Spanje              | 1    | 0      | 1     | 2      |
| 9      | Ierland             | 1    | 0      | 0     | 1      |
| 9      | Kroatië             | 1    | 0      | 0     | 1      |
| 9      | Hongarije           | 1    | 0      | 0     | 1      |
| 12     | Zwitserland         | 0    | 2      | 1     | 3      |
| 13     | Frankrijk           | 0    | 1      | 1     | 2      |
| 14     | België              | 0    | 0      | 1     | 1      |
| 14     | Tsjechië            | 0    | 0      | 1     | 1      |
| 14     | Rusland             | 0    | 0      | 1     | 1      |
| 14     | Oekraïne            | 0    | 0      | 1     | 1      |
| Totaal | Totaal              | 17   | 17     | 17    | 51     |